# Baszta Kotwiczników
Baszta Kotwiczników (niem. Ankerschmiedeturm) – zabytkowa baszta warowna w Gdańsku, znajdująca się w Głównym Mieście nad Starą Motławą, w pobliżu Podwala Przedmiejskiego.

## Historia

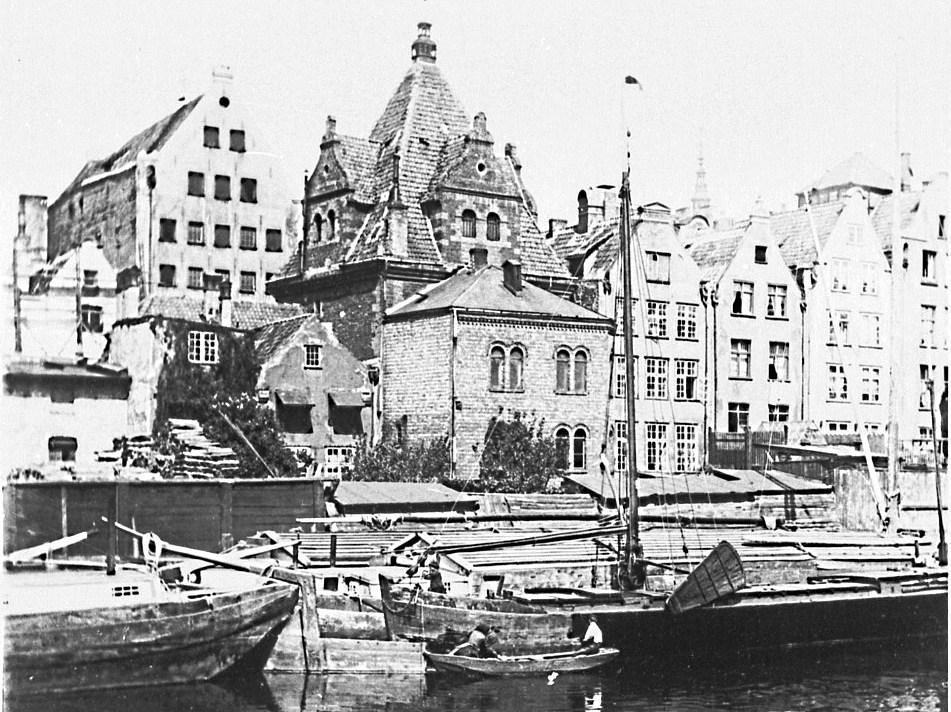
Baszta Kotwiczników, ok. 1900

Została wzniesiona na planie kwadratu w 1361 r., w celu dodatkowej ochrony flankującej ówczesnych południowych obwarowań Gdańska i dawnych terenów stoczniowych (przy dzisiejszej ulicy Lastadia).
Po przesunięciu zewnętrznego pasa gdańskich obwarowań utraciła swoje dotychczasowe znaczenie militarne. Paulus van der Horne dokonał w latach 1570-1575 przebudowy obiektu (podwyższając nieznacznie zadaszenie) na więzienie miejskie dla szczególnie groźnych przestępców. Od 1865 roku Baszta pełniła funkcję głównego aresztu policyjnego Głównego Miasta. Podczas II wojny światowej baszta uległa prawie całkowitemu zniszczeniu; straciła dach, wszystkie stropy wewnętrzne i cały narożnik południowo-zachodni. Obiekt został zrekonstruowany w latach 1968-1969.
W roku 1975 baszta została przekazana na siedzibę ówczesnego Biura Badań i Dokumentacji Zabytków województwa gdańskiego i spełniała swą funkcję jako siedziba służb konserwatorskich. 
W 2014 baszta została wynajęta na cele związane z działaniem organizacji prowadzącej redakcje miesięczników: Przegląd Polityczny oraz polsko-niemieckiego Dialog.

## Galeria

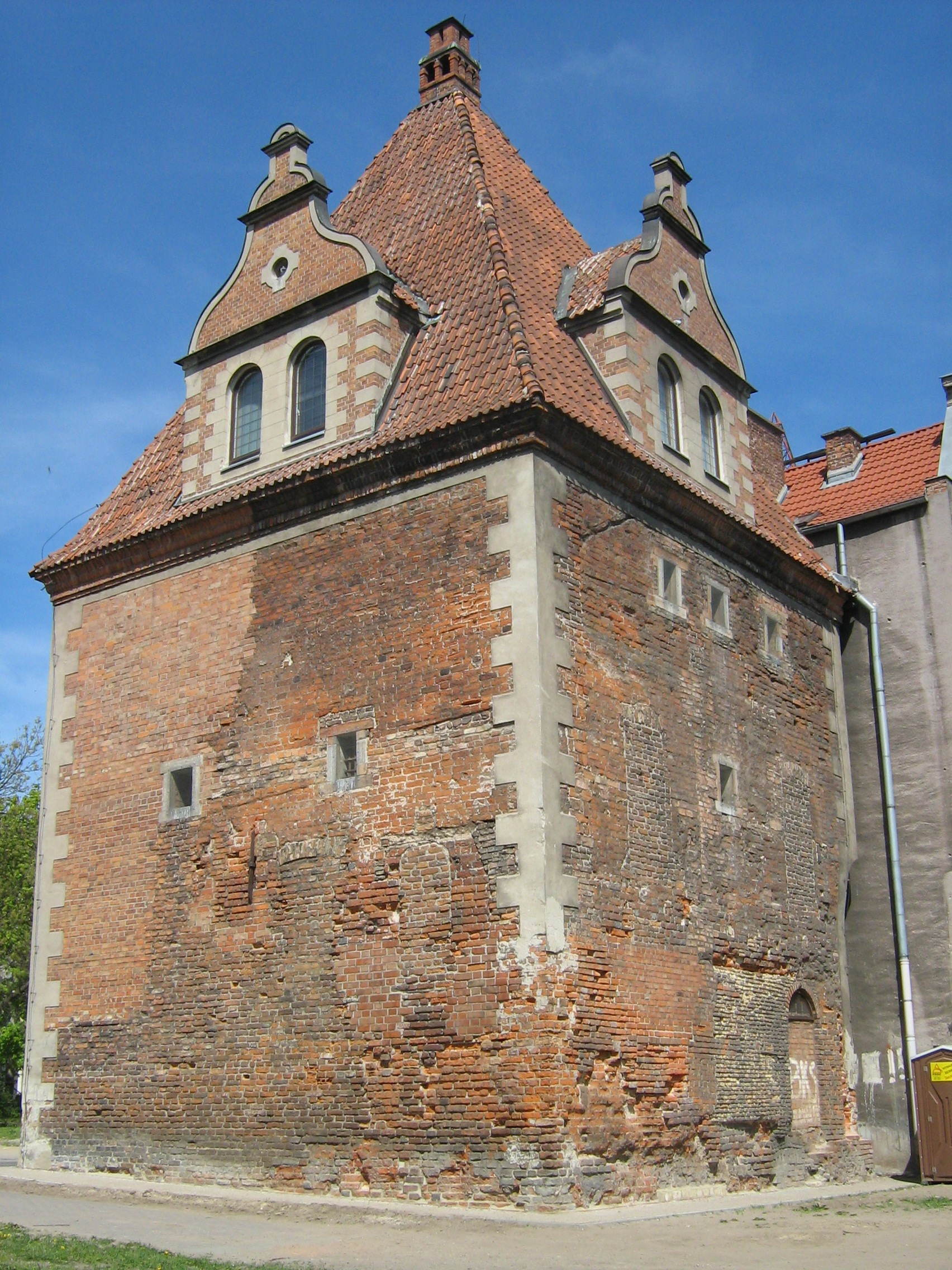
Od strony Motławy
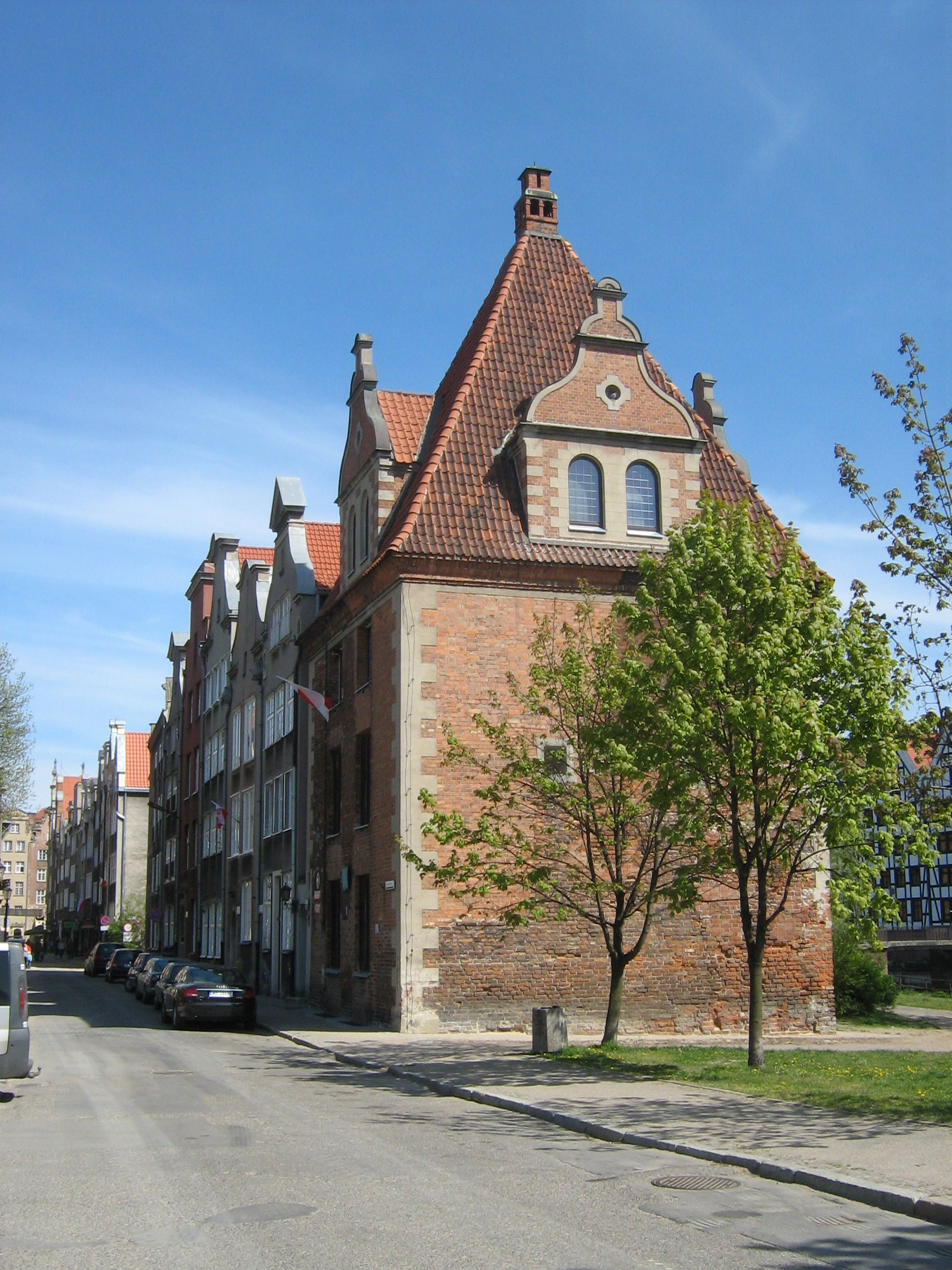
Widok z ulicy Podwale Przedmiejskie